# Лукомский, Юрий Александрович
Юрий Александрович Лукомский (31 октября 1935 — 1 сентября 2023) — российский учёный в области корабельных систем управления, Заслуженный деятель науки Российской Федерации (1996).

## Биография
Родился 31.10.1935 в Одессе.
Окончил ЛЭТИ по специальности «Промышленная электроника» (1959) и его аспирантуру (1961—1964). В 1965 г. защитил кандидатскую диссертацию.
В ЛЭТИ: старший преподаватель (1965—1967), доцент (1967—1968) кафедры теоретических основ электротехники, доцент, с 1978 профессор кафедры корабельных систем управления, заведующий этой кафедрой (1982—2016), декан факультета корабельной электрорадиотехники и автоматики (1988—1999). С 2016 г. профессор-консультант.
Доктор технических наук (1977). Научные интересы:
- системы автоматического управления корабельными электромашинными установками,
- нелинейная устойчивость и оптимальное управление морскими подвижными объектами (МПО),
- математическое моделирование и теоретический анализ процессов управления морскими буксируемыми комплексами.

Скончался 1 сентября 2023 года на 88-м году жизни.

## Награды
- Заслуженный деятель науки Российской Федерации (1996).

## Сочинения
- Системы управления морскими подвижными объектами / Ю. А. Лукомский, В. С. Чугунов. — Л. : Судостроение, 1988. — 271,[1] с.; ISBN 5-7355-0036-8
- Управление морскими подвижными объектами : [Учеб. для вузов по специальностям «Электрооборудование и автоматика судов», «Кораб. системы управления»] / Ю. А. Лукомский, В. М. Корчанов. — СПб. : ЭЛМОР, 1996. — 317,[1] с. : ил.; 22 см; ISBN 5-7399-0032-8
- Навигация и управление движением судов : [Учебник] / Ю. А. Лукомский, В. Г. Пешехонов, Д. А. Скороходов. — СПб. : Элмор, 2002. — 359, [1] с. : ил.; 21 см. — (Фед. цел. программа «Гос. поддержка интеграции высш. образ. и фунд. науки»).; ISBN 5-7399-0092-1
- Синтез систем управления морскими подвижными объектами : Учеб. пособие / Ю. А. Лукомский, В. С. Чугунов; Ленингр. электротехн. ин-т им. В. И. Ульянова (Ленина). — Л. : ЛЭТИ, 1986. — 45,[2] с. : ил.; 20 см.
- Математические модели морских подвижных объектов в условиях ветро-волновых возмущений : Текст лекций / Ю. А. Лукомский, В. С. Чугунов; Ленингр. электротехн. ин-т им. В. И. Ульянова (Ленина). — Л. : ЛЭТИ, 1985. — 44,[1] с.
- Моделирование объектов и систем управления: учеб. пос. для студентов  ... по напр. 220400 «Управление в технич. системах» / Ю. А. Лукомский, А. Н. Мирошников, А. Г. Шпекторов ; Минобрнауки России, СПб. гос. электротехнический ун-т «ЛЭТИ». — СПб. : Изд-во СПбГЭТУ «ЛЭТИ», 2012. — 126, [1] с. : ил., табл.; 21 см; ISBN 978-5-7629-1221-1
- Обеспечение безопасности водных транспортных средств / Ю. А. Лукомский, Д. А. Скороходов, А. Л. Стариченков ; Минобрнауки России, СПб. гос. электротехн. ун-т «ЛЭТИ» им. В. И. Ульянова (Ленина). — СПб. : Изд-во СПбГЭТУ «ЛЭТИ», 2012. — 242, [1] с. : ил., табл.; 21 см; ISBN 978-5-7629-1299-0
- Устройство и технические средства корабля : Текст лекций / К. В. Дерманов, Ю. А. Лукомский; Ленингр. электротехн. ин-т им. В. И. Ульянова (Ленина). — Л. : ЛЭТИ, 1990. — 46,[2] с. : ил.; 20 см; ISBN 5-230-08933-4 : 10 к.
- Координированное управление морскими подвижными объектами / [В. М. Амбросовский, А. С. Коренев, Ю. А. Лукомский, А. Г. Шпекторов]; под ред. Ю. А. Лукомского ; Минобрнауки России, СПб. гос. электротех. ун-т «ЛЭТИ» им. В. И. Ульянова (Ленина). — СПб. : Изд-во СПбГЭТУ «ЛЭТИ», 2016. — 128, [1] с. : ил., табл.; 21 см; ISBN 978-5-7629-1881-7 : 500 экз.

## Семья
Дочь — Лукомская Ольга Юрьевна, кандидат технических наук.